# Frances River (Neuseeland)
Der Frances River ist ein 8 km langer Fluss in der Region Canterbury auf der Südinsel von Neuseeland.

## Geographie
Der Frances River ist ein Gletscherfluss, der sich durch den Ausfluss am Ende des Frances Glacier bildet. Der Fluss liegt eingebettet zwischen den Höhen des Lambert Glacier im Nordosten, der Cloudy Peak Range im Westen und der Froude Range im Osten. Nach rund 8 km Flussverlauf bildet der Frances River zusammen mit dem McCoy Stream den Clyde River durch Zusammenfluss.
Gut 2 km südwestlich seines Entstehungsortes bildet der Frances River zusammen mit den Gletscherwässer des von Westen kommenden Colin Cambell Glacier einen kleinen, 500 m langen und bis zu 140 m breiten Gletschersee, an dessen südliche Seite der Frances River seine Fortsetzung findet.